# Embraer Phenom 100
Embraer Phenom 100 (tovarniška oznaka: Embraer EMB-500) je dvomotorni zelo lahek reaktivec (VLJ)/poslovno letalo brazilskega proizvajalca Embraer. Embraer je od leta 2007 dostavil več kot 300 letal
Ima kapaciteto štiri potnike, največ lahko prevaža šest potnikov in enega pilota. Ima največji dolet 2180 km s štirimi potniki in NBAA IFR rezervami. Leta 2009 je bila prodajna cena okrog $3,6 milijonov. Prvo letalo so dostavili decembra 2008
Poganjata ga dva turboventilatorska motorja Pratt & Whitney Canada PW617-F nameščena na repu. Vsak motor ima vzletni potisk  1 695 funtov, ima APR (automatic performance reserve), ki poveča potisk do 1777 funtov v primeru odpovedi motorja ob vzletu. Motorji so opremljeni z elektronskim krmilnim sistemom FADEC.

## Tehnične specifikacije
- Posadka: 1 ali 2
- Kapaciteta: 4 potniki, največ 6
- Tovor:  595 kg (1 312 lb)
- Dolžina: 12,80 m (42 ft 1 in)
- Razpon kril: 12,30 m (40 ft 4 in)
- Višina: 4,4 m (14 ft 3 in)
- Prazna teža: 3 235 kg (7 132 lb)
- Uporaben tovor: 1 535 kg (3 384 lb)
- Maks. vzletna teža: 4 750 kg (10 472 lb)
- Motorji: 2 × Pratt & Whitney Canada PW617F-E turbofani, potisk 7,2 kN (1 695 lbf) vsak

- Maks. hitrost: 722 km/h, 449 mp/h (390 kt)
- Dolet: 2 182 km (NBAA IFR rezerva, 4 potniki) (1 178 navtičnih milj)
- Višina leta (servisna): 12 500 m (41 000 ft)

- Avionika: Embraer "Prodigy" Flight Deck 100 (bazirana na Garmin G1000)